# Hugh Young

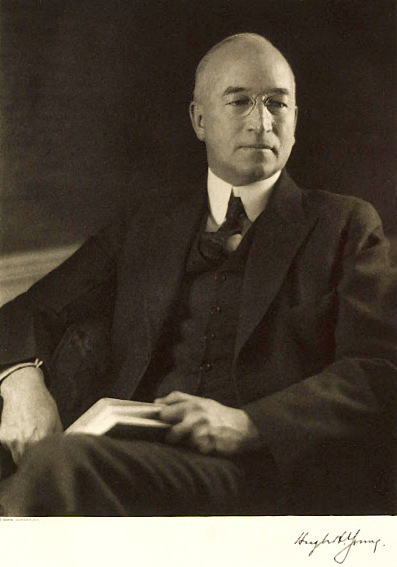
Hugh Young

Hugh Hampton Young (* 18. September 1870 in San Antonio (Texas); † 23. August 1945) war ein US-amerikanischer Urologe und Chirurg.

## Werdegang und Werk
Hugh Hampton Young war der Sohn des konföderierten Generals William Hugh Young und dessen Frau Frances Kemper. In San Antonio besuchte Young zunächst die San Antonio Academy, danach wechselte er an die Staunton Military Academy in Staunton (Virginia). An der University of Virginia erhielt er 1893 zunächst seinen Bachelor und im gleichen Jahr den Master. 1894 wurde er Doctor of Medicine. Danach arbeitete er am Johns Hopkins Hospital in Baltimore. Durch William Stewart Halsted kam er zur Urologie. Halsted machte den gerade 27-jährigen Young 1897 zum Leiter der Urologischen Abteilung. Dort blieb Young bis zu seiner Emeritierung.
1901 heiratete Young Bessy Mason Coston aus Catonsville (Maryland). Das Paar hatte vier gemeinsame Kinder; einen Sohn und drei Töchter. Nachdem seine Frau im Alter von 48 Jahren an einer Sepsis gestorben war, arbeitete Young an der Chemotherapie dieser Krankheit, unter anderem mit Mercurochrom. Im Ersten Weltkrieg diente Young als Major unter General John J. Pershing. Mit der Unterstützung von Pershing bekämpfte Young die Prostitution im Umfeld der US-Stützpunkte in Europa. Auf diese Weise konnte Young die Fälle von Geschlechtskrankheiten massiv senken. Für diesen Erfolg wurde er zum Colonel befördert und erhielt die Distinguished Service Medal von Newton D. Baker.
Young gilt als Vater der amerikanischen Urologie. Er erfand die „Boomerang-Nadel“ und 1909 den „Young-Punch“, eine spezielle Gewebestanze. Im Jahr 1902 führte er die weltweit erste perineale Prostatektomie durch und 1904 die erste radikale perineale Prostatektomie zur Entfernung eines Prostatakarzinoms.
1917 gründete Young das Journal of Urology, dessen Herausgeber er bis zu seinem Tod war. Die American Urological Association vergibt jährlich den Hugh Hampton Young Award an Urologen für besonders herausragende Leistungen.
1940 veröffentlichte Young die Autobiografie Hugh Young: A Surgeons Autobiography. Im selben Jahr wurde er mit dem Amory Prize der American Academy of Arts and Sciences ausgezeichnet.
Einer der berühmtesten Patienten von Young war Woodrow Wilson, der 28. Präsident der Vereinigten Staaten, den Young im Herbst 1919 behandelte. Sein Patient Diamond Jim Brady, den Young an der Prostata operierte, spendete 1912 eine beträchtliche Summe an das Johns Hopkins Hospital, das daraufhin das Urologische Institut in James Buchanan Brady Urological Institute umbenannte.

## Veröffentlichungen (Auswahl)
- H. H. Young: The ultimate results of prostatectomy. Adlard, 1912.
- H. H. Young: Young's Practice of Urology. 1926.
- H. H. Young, C. A. Waters: Urological roentgenology. Hober, 1931.
- H. H. Young: Genital Abnormalities, Hermaphroditism, and Related Adrenal Diseases. The Williams & Wilkins Company, 1937.
- H. H. Young: The cure of cancer of the prostate by radical perineal prostatectomy. 1945.

## Weiterführende Literatur
- R. M. Engel: Hugh Hampton Young (1870–1945): Begründer der modernen Urologie in Nordamerika, in: Dirk Schultheiss, Peter Rathert, Udo Jonas (Hrsg.), Wegbereiter der Urologie. 10 Biographien, Springer 2002, S. 103–120
- C. Morgan: A contemporary look at Dr. Hugh Hampton Young. In: Urology. Band 68, Nummer 3, September 2006, ISSN 1527-9995, S. 687–688. doi:10.1016/j.urology.2006.05.036. PMID 16979742.
- J. K. Parsons, A. W. Partin: Hugh Hampton Young, benign prostatic hyperplasia, and "the cure of prostatic obstruction". In: Journal of the American College of Surgeons. Band 201, Nummer 5, November 2005, ISSN 1072-7515, S. 654–655. doi:10.1016/j.jamcollsurg.2005.02.003. PMID 16256905.
- K. K. Meldrum, R. Mathews, J. P. Gearhart: Hugh Hampton Young: a pioneer in pediatric urology. In: The Journal of Urology. Band 166, 2001, S. 1415–1417. PMID 11547100.
- B. Newsom: Hugh Hampton Young, M. D., 1870-1945. In: Journal of the South Carolina Medical Association (1975). Band 90, Nummer 5, Mai 1994, ISSN 0038-3139, S. 254. PMID 8028299.
- H. Young: Classics in oncology: Hugh Hampton Young (1870–1945). In: CA: A Cancer Journal for Clinicians. Band 27, Nummer 5, 1977 Sep-Oct, S. 305–7 contd, ISSN 0007-9235. PMID 411552.